# Arvis Greene
Arvis Lamont Greene (Los Angeles, 1º agosto 1995) è un pallavolista statunitense.
Gioca nel ruolo di opposto nel Vammalan.

## Biografia
Figlio di Michelle e Arvis Greene Sr., nasce a Los Angeles, in California. Frequenta la University High School, dove si diploma nel 2013. In seguito studia giustizia criminale alla California State University, Northridge.

## Carriera

### Club
La carriera di Arvis Greene inizia alle scuole superiori, quando gioca contemporaneamente a pallavolo e pallacanestro con la University HS di Los Angeles. Dopo il diploma entra a far parte del programma della CSU Northridge, partecipando alla NCAA Division I dal 2014 al 2018, saltando tuttavia la prima annata.
Nella stagione 2018-19 firma il suo primo contratto professionistico in Lentopallon Mestaruusliiga con il Vammalan, conquistando la Coppa di Finlandia e lo scudetto.

### Nazionale
Nel 2017 viene convocato per la prima volta in nazionale in occasione della Coppa panamericana, torneo al quale partecipa anche nell'edizione seguente.

## Palmarès

### Club
- Campionato finlandese: 1

2018-19
- Coppa di Finlandia: 1

2018

### Premi individuali
- 2018 - All-America Second Team